# Sukhoi Su-30
El Sukhoi Su-30 (en rus: Сухой Су-30, designació OTAN: Flanker F/G/H) és un avió de combat bimotor i biplaça desenvolupat per la companyia russa Sukhoi. Es tracta d'un caça de superioritat aèria tot temps per missions aire-aire i d'interdicció aire-superfície de llarg abast; molt similar al F-15E Strike Eagle nord-americà.

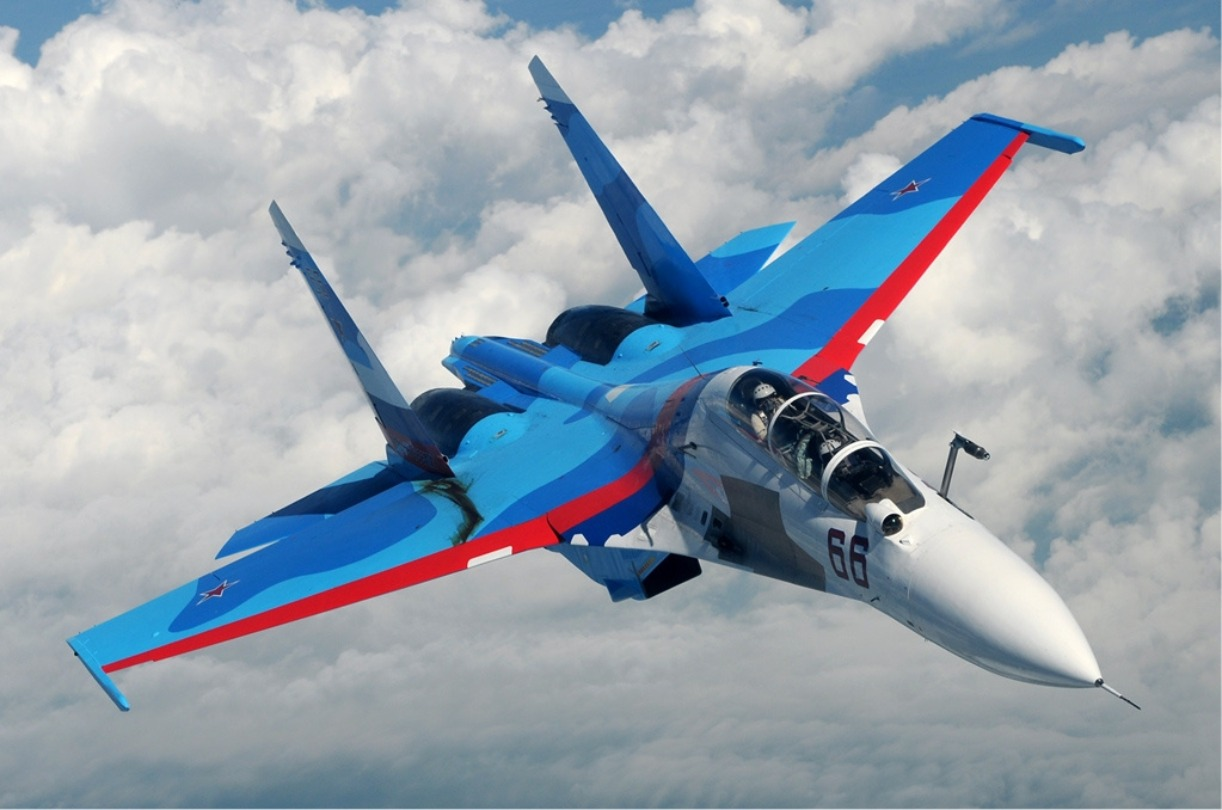
Un Sukhoi El Su-30 de la Força Aèria Russa volant sobre Rússia al juny de 2010

El Sukhoi Su-30 va començar com un projecte de desenvolupament de la família de caces pesats Su-27 dut a terme internament per la companyia Sukhoi sota la designació Su-27PU, el primer prototip va volar per primera vegada al desembre de 1989. El pla de disseny va ser renovat i el nom Su-30 va ser fet oficial pel Ministeri de Defensa de Rússia el 1996, any en què va entrar en servei operacional amb la Força Aèria Russa.
El Su-30 posseeix dues branques de versió diferents, fabricades per organitzacions competidores: KnAAPO i la Corporació Irkut, totes dues sota la cobertura del grup Sukhoi. D'una banda, KnAAPO fabrica el Su-30MKK i el Su-30MK2, venuts a la Xina i més tard a Indonèsia, Vietnam, Veneçuela i Uganda. A causa de la participació de KnAAPO des de les primeres etapes de desenvolupament del Su-35, les versions abans esmentades són bàsicament biplaces de la primera versió del Su-35 de mitjans dels anys 1990. Aquest és un caça bombarder dedicat principalment a missions d'atac aire -superfície de llarg abast.

## Historial de creació
L'experiència d'operar caces d'un sol seient ha demostrat que en el combat aeri modern, la pressió sobre el pilot és massa alta, causada per la necessitat de maniobrar i controlar simultàniament un complex d'armes modernes. Això s'aplicava plenament al llavors nou Su -27S, per la qual cosa es va decidir introduir a la tripulació un pilot operador, que pogués resoldre tasques tàctiques i de navegació, liderar un grup d'avions i, si calia, prendre el control de l'avió, descarregant el pilot durant els vols llargs. A més, el segon tripulant, sens dubte, va tenir un efecte beneficiós a nivell psicològic. Per tant, a mitjans dels anys 80, els primers estudis sobre el concepte d'un caça de combat de dos seients van començar a l'Oficina de Disseny de Sukhoi. I. V. Emelyanov va ser nomenat cap del tema.
El vehicle base per al desenvolupament del nou projecte va ser el caça d'entrenament de combat de dos seients Su-27UB. Com a prototip, es va triar un avió de laboratori amb el codi T-10U-2, equipat amb una barra de reabastament aeri.
El 1988, els dos primers Su-27UB es van convertir a la planta d'aviació d'Irkutsk, que va rebre el codi T-10PU-5 i T-10PU-6 a l'oficina de disseny, i el producte 10-4PU i els números de cua 05 i 06 a Els avions estaven equipats amb un sistema de reabastament a l'aire, un nou sistema de navegació, un sistema de control de vol remot millorat i un sistema de control d'armes. La primera màquina es va provar a la tardor de 1988, pilotada pels pilots de proves de fàbrica G. E. Bulanov, V. B. Maksimenkov, S. V. Makarov i N. N. Ivanov, després les proves van continuar al LII. M. M. Gromova .
A la sèrie, el nou avió es va anomenar Su-30. La producció del nou avió, atesa la gran continuïtat amb la modificació de l'entrenament de combat, es va decidir organitzar a Irkutskç
Les principals diferències amb l'avió Su-27UB:
- es va instal·lar un sistema d'avituallament en vol amb una pluma retràctil al compartiment de la cabina de l'esquerra;
- es va instal·lar un equip especial de comunicació i orientació, es va muntar un indicador de televisió de pantalla ampla de la situació tàctica al tauler de comandament de la cabina posterior;
- es va canviar el sistema d'aire condicionat.

A més de la seva funció principal: guanyar superioritat aèria, el nou avió podria dur a terme patrulles a llarg termini o escortar vehicles d'atac més pesats, a més d'utilitzar-se com a centre de control aeri per a un grup de caces. Es va mantenir la possibilitat d'utilitzar l'avió com a avió d'entrenament. L'avió estava destinat principalment a les necessitats de les forces de defensa aèria del país.
Els dos primers avions construïts amb el número 79371010101 i el número 79371010102 van entrar a la FRI per fer proves, després de finalitzar-los, van ser traslladats a l'equip acrobàtic de A. N. Kvochur. Es van tornar a pintar en colors vermell-blau-blanc i van rebre els números de cua 596 i 597. La primera actuació pública de l'equip acrobàtic i l'exhibició del Su-30 va tenir lloc durant l'exposició d'aviació de 1992. A partir d'aquest moment, es van reprendre els vols de demostració i la participació en diverses exposicions internacionals d'equips d'aviació militar a Rússia.
No obstant això, a causa del col·lapse de l'URSS i la difícil situació econòmica, la producció del Su-30 va ser molt lenta. El 148è Centre d'ús en combat i recapacitació del Personal de vol de l'aviació de les Forces de Defensa Aèria de Savasleyka va rebre els avions núm. 96310107035, núm. 96310107023, núm. Dues aeronaus van participar en la fira aèria RIAT'97.
La participació d'aeronaus en exposicions interessava a potencials compradors estrangers. Com que el seu propi país ja no estava a l'hora de comprar avions de combat, es va decidir subministrar el Su-30 als compradors estrangers, que donarien suport a la indústria de l'aviació nacional. Com a resultat, es va començar a treballar en modificacions d'exportació sobre la base del Su-30.
L'Índia es va convertir en el primer client estranger del Su-30. La modificació índia del Su-30K ("comercial") difereix lleugerament del model bàsic en la composició de l'equip. Es van construir un total de 18 cotxes.
En el futur, l'avió es va actualitzar repetidament a petició de diversos compradors estrangers i es va lliurar a l'estranger. Al segle XXI, els clients nacionals finalment hi van prestar atenció i, sobre la base d'una de les últimes modificacions per a l'Índia, es va desenvolupar el Su-30MKI, una modificació per a Rússia, el Su-30SM. El 21 de setembre de 2012, l'avió va sortir al cel per primera vegada i, a finals d'any, els dos primers avions de producció van ser transferits a la Força Aèria.

## Historial operatiu
El 1994-1996, un lot inicial de cinc caces Su-30 (Su-27PU) originals, contractats per al Ministeri de Defensa rus, es van lliurar al 54è Regiment d'Aviació de Caces de la Guàrdia amb seu a la base aèria de Savasleyka. Després que el regiment es dissolgués l'any 2002, l'avió va passar a formar part del 4t Centre d'Ocupació de Combat i Recapacitació de Personal a Lipetsk on van ser pilotats principalment per l'equip acrobàtic dels Falcons russos. No es van fer més ordres de la variant. Tanmateix, el Ministeri de Defensa de Rússia va quedar impressionat amb el rendiment de l'exportació del Su-30MKI.i va encarregar un total de 60 caces Su-30SM, en virtut de dos contractes signats el març i desembre de 2012, respectivament. El 21 de setembre de 2012, el Su-30SM va realitzar el seu vol inaugural.  La Força Aèria Russa ha rebut els dos primers avions en sèrie el 22 de novembre de 2012. A finals de 2015, el 31è Regiment d'Aviació de Caça, l'últim regiment d'aviació de les Forces Aeroespacials russes que operava MiG-29A/ de fabricació soviètica.
El setembre de 2015, Rússia va desplegar per primera vegada caces Su-30SM a l'aeroport internacional de Bassel Al-Assad a Latàkia, Síria. Almenys quatre caces Su-30SM van ser vists en una foto de satèl·lit. A finals de desembre de 2015, hi havia 16 Su-30SM a la base aèria de Khmeimim. Com a part del seu desplegament de combat, van proporcionar il·luminació d'objectius per als bombarders que llançaven atacs aeris contra grups rebels.
L'abril de 2016 es van demanar 36 avions més, sis dels quals destinats a l'Aviació Naval Russa.  Això era per augmentar el nombre total a 116 (88 a la Força Aèria i 28 a la Marina).
Entre octubre i novembre de 2016, es van lliurar vuit avions nous a l'equip acrobàtic de Rúskiye Vítiazi (Cavallers Russos), en substitució dels sis caces Su-27 de l'equip. Els avions estan estacionats a la base aèria de Kubinka, Oblast de Moscou.
Durant el Saló Internacional d'Aviació i Espai MAKS del 2017, es va anunciar que el Ministeri de Defensa rus i la Corporació Irkut estan treballant en la modernització dels caces Su-30SM de Rússia a un nou estàndard "Su-30SM1". La modernització té com a objectiu millorar l'aviònica i l'armament dels avions
El 3 de maig de 2018, un Su-30 de la Força Aèria Russa es va estavellar poc després d'enlairar-se de la base aèria de Khmeimim, matant els dos tripulants.
Segons Yuri Borisov, els indicadors de fiabilitat dels Su-30SM i Su-35S desplegats a Síria van superar en diverses ocasions els nivells projectats, citant "Els indicadors de fiabilitat assolits... dels nous avions Su-35 i Su-30SM en operacions de combat intensives. eren tres o quatre vegades més alts que l'estàndard".
L'agost de 2019, el Ministeri de Defensa de Rússia va signar per primera vegada un contracte per a un nombre no revelat de caces Su-30SM2 modernitzats (llavors es coneixia com a Su-30SM1). Els primers lliuraments a les Forces Aeroespacials russes estan programats per a finals de 2020 i els lliuraments en sèrie començaran el 2021. L'avió rebrà el radar N035 Irbis i els motors AL-41F1S del Su-35S, el que és estandarditzar i reduir els costos operatius dels dos. variants. L'armament de l'avió també es millorarà amb les noves bombes aèries KAB-250 i els míssils de creuer furtius Kh-59MK2. Es preveu modernitzar tots els Su-30SM de Rússia a l'estàndard SM2.
El 25 d'agost de 2020, es va signar un contracte per a 21 avions Su-30SM2 modernitzats per a l'aviació naval russa al fòrum militar-tècnic «ARMY-2020»
Els Su-30 estan participant en la invació russa d'ucraïna del 2022 un Su-30 rus va ser destruït a terra pels míssils ucraïnesos OTR-21 Totxka disparats durant l'atac a la base aèria de Millerovo. El 5 de març de 2022 un Su-30 SM de l'aviació naval russa va ser abatut a la zona de Bashtanka, oblast de Mykolayiv, el pilot va ser capturat. El 13 de març de 2022 es va perdre un altre avió sobre Ucraïna; el pilot Kosyk Serhiy Serhiyovych va sobreviure i va ser capturat. A més, 4 unitats Su-30SM van ser destruïdes com a resultat de les explosions a l'aeròdrom de Saki. Un altre Sukhoi Su-30SM, número de sèrie RF-81773 indicatiu Vermell 62, va ser descobert per les forces ucraïneses prop d'Izium, Khàrkiv. Es desconeix el destí dels pilots.

## Diseny
L'avió Su-30 va ser dissenyat segons l'esquema aerodinàmic normal amb una unitat de cua de dues aletes. Pel que fa al disseny i disposició, l'avió és similar al caça Su-27 d'un sol seient i al Su-27UB de dos seients. La peculiaritat de l'aeronau és la cua horitzontal davantera (a més de la cua horitzontal de la cua), que permet realitzar maniobres d'una altra manera inaccessibles amb la desviació de l'eix de l'aeronau de la direcció del vol, així com un disseny integral amb un suau transició del fuselatge a l'ala, com a resultat, l'elevació no només es crea per l'ala, sinó també pel cos.
Ara el navegant (oficial de sistemes de combat) del seient posterior, al model biplaça MK2, és capaç d'introduir ràpidament les coordenades dels nous punts de navegació aèria, al sistema de navegació de la nau i al sistema d'armes aerotransportades, que són usades per interceptar objectius enemics llunyans, en un enfrontament aeri de llarg abast o més enllà de l'abast visual del pilot (BVR).
L'experiència d'operar caces d'un sol seient ha demostrat que en el combat aeri modern les càrregues al pilot són massa altes a causa de la necessitat de maniobres i del control simultani del sistema d'armes modern. Això s'aplicava completament al llavors nou Su-27S, per la qual cosa es va decidir portar a la tripulació un operador pilot que pogués resoldre tasques tàctiques i de navegació, administrar un grup d'aeronaus i, si calgués, prendre el control de l'aeronau rellevant el pilot en vols llargs. A més, el segon membre de la tripulació, sens dubte, se'n beneficiaria des d'un punt de vista psicològic. El desenvolupament d'un nou caça biplaça per equipar a la Força Aèria Soviètica, va començar el 1986 sobre el disseny original del caça Su-27PU biplaça d'entrenament de pilots, una variant del Su-27 més modern i de capacitats incrementades, i ideal per servir com un interceptor de llarg abast o lloc de comandament aeri. L'entrenador de combat biplaça Su-27UB va ser seleccionat com la base per al desenvolupament del primer Su-27PU experimental, ja que les missions de llarg abast requerien dos tripulants per poder interceptar múltiples avions de combat a llarga distància, com les missions de combat de l'avió caça Grumman F-14 Tomcat de cabina biplaça, dissenyats específicament per defensar l'escaire naval amb l'ajuda de l'oficial de sistemes defensius assegut darrere del pilot a grans distàncies.
L'aeronau en gran part, està basada en el biplaça entrenador Su-27UB (estructuralment parlant), és similar en grandària i pes, velocitat i maniobrabilitat, però té més abast en combat per a missions de patrulla; posseeix un nou sistema de radiolocalització que pot transmetre les posicions de 10 objectius enemics a l'aire, a altres 4 aeronaus escorta al mateix temps. La nova sèrie anomenada Su-30 de l'avió va començar amb el Su-27M, en efecte un concepte de "demostrador" reanomenat després com Su-30K, el disseny original del Flanker ha evolucionat a l'avió polivalent de disseny multipropòsit Su-30 monoplaça MK i biplaça MK2, el nou caça bombarder tàctic biplaça de cabina eixamplada Su-32 o Su-34 i la variant naval embarcada Su-33.

## Construcció

### Cos
Consta de tres parts: cap, mig i cua. A la part capçalera hi ha: una estació de radar (radar), compartiments d'aviònica (avionica), un nínxol per al tren d'aterratge del morro i una cabina. La cabina es tanca amb una llanterna amb un segment mòbil, que s'aixeca i cap enrere amb l'ajuda d'un cilindre hidràulic. Els seients d'ejecció estan instal·lats a la cabina, el seient posterior està situat més alt que el davanter, la qual cosa proporciona una bona visió als dos membres de la tripulació. Al compartiment de pre-cabina de l'esquerra hi ha una vareta retràctil del sistema de recàrrega de combustible durant el vol.
A la part central del fuselatge hi ha compartiments de dipòsits de combustible i una secció central, l'element estructural principal de la cèl·lula. A la superfície superior de la part mitjana del fuselatge, s'instal·la una aleta de fre desviada hidràulicament d'una gran àrea.
La part posterior del fuselatge inclou dues góndoles del motor separades de l'eix longitudinal de la cèl·lula i una biga central amb un dipòsit de combustible, un compartiment d'equips i un compartiment de paracaigudes de frenada, les bigues laterals estan adjacents a les superfícies exteriors de les góndoles del motor.

### Ala
L'ala de l'avió és una estructura de caixó en voladís de tres barres. L'angle d'escombrat al llarg de la vora anterior és de 42 graus. La mecanització de l'ala consta de flaperons, que fan les funcions de flaps i alerons, i mitjons d'ala adaptables desviables de dues seccions. L'alliberament de flaperons i la desviació dels mitjons es duu a terme en els modes d'enlairament i aterratge, així com en maniobres a velocitats de fins a 860 km/h.

### Unitat de cua
Consta d'un estabilitzador desviable i dues quilles amb timons. Les quilles es munten a les bigues laterals del fuselatge posterior, les consoles estabilitzadores també s'adjunten a les bigues laterals.

### Xassís
Tricicle, retràctil amb suport nasal. El suport d'arc és de dues rodes, el suport principal és d'una sola roda. El xassís del Su-30, en comparació amb el Su-27 i el Su-27UB, té un disseny reforçat basat en grans pesos d'enlairament i aterratge.

### Sistema de control
L'avió està equipat amb un sistema de control fly-by-wire amb una redundància quàdruple al canal de pas i una redundància triple als canals de rodatge i rumb. El sistema de control proporciona un pilotatge normal amb inestabilitat estàtica en el canal longitudinal de fins a un 5% i desviació adaptativa de les puntes de les ales en funció del mode de vol.

### Sistemes de control de radars i armes
Una de les solucions clau implementades al Su-30MKI va ser l'arquitectura oberta d' equips radioelectrònics a bord (aviònica).
El Su-30 està equipat amb el radar H011M Bars, que proporciona una visió general de l'espai, detecció automàtica i seguiment d'objectius, inclòs en condicions de combat aeri proper i maniobrable, guia de míssils guiats d'aviació dels tipus R-7, R-73, R-27, Kh- 31, RVV-AE i altres, així com cartografia automàtica de radar de la zona.

### Instal·lacions EW
Els caces Su-30, com el bombarder Su-34, en el seu concepte no són avions orientats al sigil, ja que busquen activament objectius aeris i terrestres utilitzant els seus propis radars potents i, per tant, es poden detectar fàcilment per la seva radiació. Això distingeix el Su-30 dels caces de cinquena generació (Su-57 i F-22), que ataquen objectius amb els seus radars apagats, treballant en grup amb un avió AWACS que "ressalta" els objectius. Un tret característic dels avions de generació 4 ++ (Su-30 i Su-34) és la capacitat de cercar un objectiu de manera independent sense l'ajuda d'un avió AWACS, que és un punt feble de l'enllaç de caces de cinquena generació, ja que pot ser destruït per un míssil de llarg abast dissenyat especialment per destruir avions AWACS, com el 40N6E per al S-400, a una distància de 350-400 km. Su-30 i Su-34 se centren més no en el sigil, sinó en l'ús de potents equips de guerra electrònica en cas de detecció per part de l'enemic. Per als Su-30 i Su-34, aquests són els mòduls de guerra electrònica dels Khibiny i Sorption-S, l'experiència de combat dels quals ha demostrat la possibilitat de neutralitzar no només els radars de caces amb un abast relativament curt, sinó també sistemes de defensa aèria sencers (com ara "Kolchuga") sota el control de sistemes integrats.

### EDSU
Com tots els avions de la generació 4++, el Su-30 utilitza EDSU, ja que l'avió té inestabilitat dinàmica i està controlat per un ordinador que dona ordres als timons. Una EDSU molt avançada del Su-30 li permet realitzar automàticament la "cobra Pugatxov ", que li permet deixar caure la captura del Su-30 com a objectiu dels "radars Doppler".

### Motor
El Su-30SM està equipat amb dos motors turborreactors forçats de doble circuit amb control vectorial d'empenta (UVT) AL-31FP, amb una empenta de 7700 kgf com a màxim i 12.500 kgf en postcombustió, que permet que el caça sigui supermaniobrable.
Les entrades d'aire del motor estan equipades amb panells ajustables i solapes de compensació. Els motors estan equipats amb un sistema de protecció contra objectes estranys i un sistema d'extinció d'incendis.
La capacitat de cinc dipòsits de combustible (tres al fuselatge i dos a l'ala) és de 12.000 litres. El receptor de combustible és retràctil, instal·lat a babord davant de la marquesina de la cabina.
L'avió està equipat amb un sistema d'avituallament durant el vol.

### Armament
Armes lleugeres i armament de canó: arma automàtica de tir ràpid d'un sol canó de calibre 30 mm amb 150 cartutxos de munició.
Les armes de coets estan suspeses en deu punts: quatre sota les consoles de les ales, dos sota les puntes de les ales, dos sota les góndoles del motor i dos sota la secció central entre les góndoles del motor. L'avió pot transportar fins a sis míssils aire-aire d'abast mitjà. La massa total de la càrrega de combat és de 4000 kg.

## Modificacions
- Su-27PU: Versió inicial i interceptor de llarg abast, basat en l'entrenador de dues butaques Su-27UB. Es diferencia d'aquest per un equip més extens per a coordinar el desplegament d'un grup de caces. Més tard canviat de nom de Su-30.[23]
- Su-30K: Versió comercial del bàsic El Su-30. El volum intern limitat de l'aeronau no permet col·locar tot l'equip a bord, la qual cosa implica la col·locació de part de l'equip en contenidors en els nodes externs de la suspensió. Aquests inclouen sistemes d'abast i punteria làser per a l'ús d'armes guiades amb cercadors làser i sistemes d'imatges tèrmiques per a detectar objectius en el rang infraroig, la qual cosa permet treballar de nit i en condicions climàtiques difícils. La Força Aèria de l'Índia va operar breument 18 el Su-30K a fins de la dècada de 1990 com una solució temporal.
  - Su-30KN: Un caça de dos seients basat en el Su-30K amb una aviònica modernitzada i un radar amb un canal de radar autònom addicional amb matriu en fase. El seu primer vol va ser en 1999. Es va instal·lar un receptor del sistema de navegació per satèl·lit A-737 amb suport per a GLONASS i NAVSTAR. A l'estació de radar N011M s'ha afegit un ordinador per a nous modes de funcionament (mapejar la superfície terrestre i seleccionar objectius en moviment). A les dues cabines de l'avió, les pantalles de televisió dels indicadors de línia de visió es van substituir per pantalles de color cristal·lí líquid MFD-55, i més tard per MFD-68. S'ha afegit un ordinador MVK al sistema de control d'armes (WCS) per connectar el WCS amb els nous míssils guiats aire-aire i aire-terra.
  - Su-30KI: La versió d'un sol seient del caça Su-30K de dos seients va ser desenvolupada conjuntament pel Sukhoi Design Bureau i KnAAPO segons els requisits de la Força Aèria Indonèsia. Les negociacions amb representants d'aquest país es van celebrar diverses vegades, però la decisió sobre la compra d'avions es va ajornar a causa de les dificultats financeres del client. El 1998, l'únic prototip del Su-30KI es va construir a KnAAPO.[24]
  - Su-30K2:Caça de dos seients multifunció. Es va diferenciar de totes les altres modificacions del Su-30 per l'ús d'una cabina amb allotjament de la tripulació en una configuració "costat a costat", com a l'avió d'entrenament de combat a bord del vaixell Su-27KUB. El projecte Su-30K2 es va dur a terme a mitjans dels anys 90, però després es va tancar el projecte. El buc inacabat, que es va construir com a prototip per a proves, es va traslladar més tard a l'emmagatzematge.[25]Un Su-30 MKI

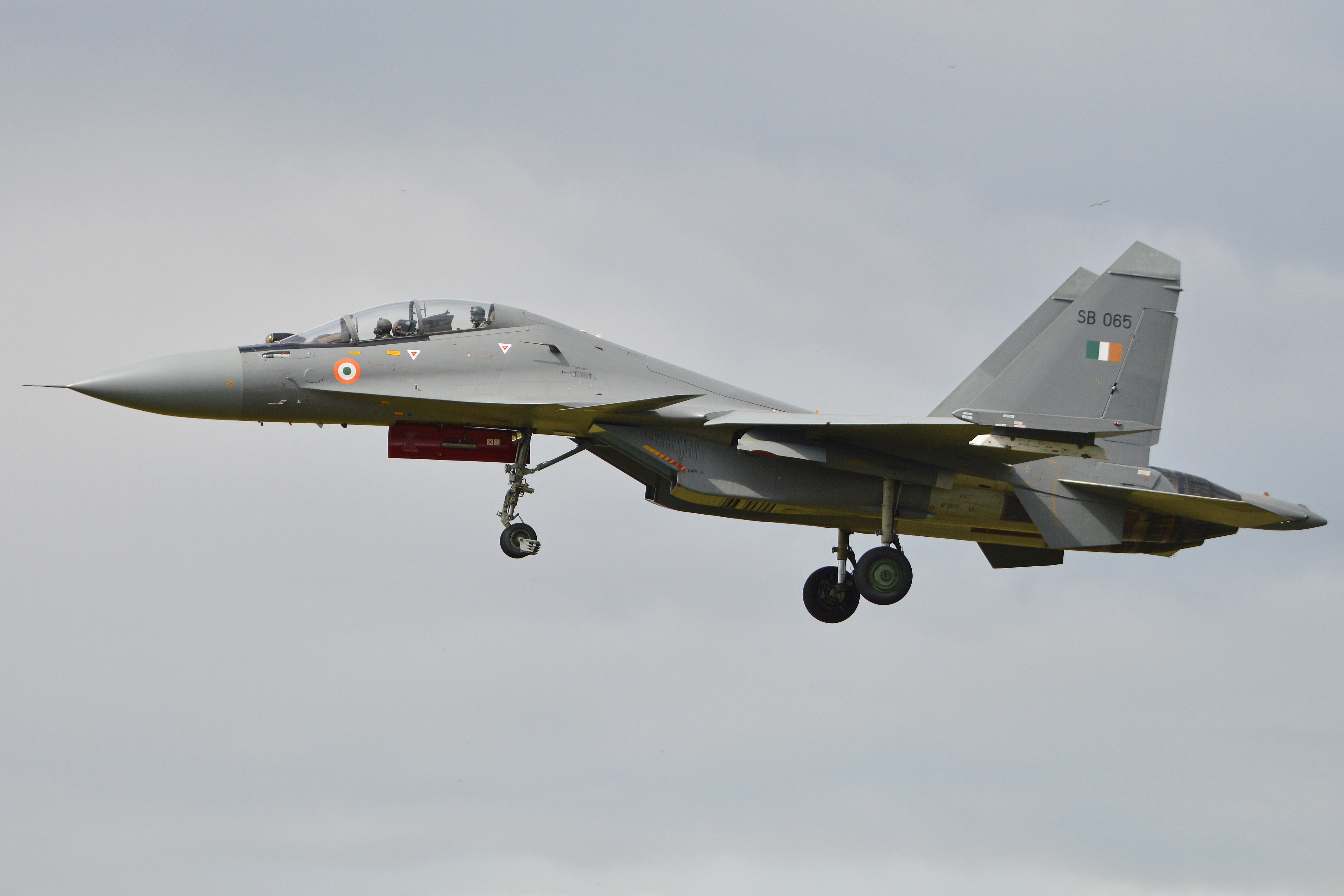
Un Su-30 MKI

- Su-30MK: Un avió millorat de la versió K, és un avió d'atac de dos seients destinat a l'exportació. Primer vol va ser en 1993. La gamma d'armes s'ha ampliat amb nous míssils. El pes màxim a l'enlairament va augmentar de 30 a 38,8 tones, la càrrega de combat va augmentar de 4 a 8 tones, la vida assignada de la cèl·lula de 2000 a 3000 hores, el motor - de 900 a 1500 hores.[26]
  - Su-30MKI: Versió del Su-30MK per a l'Índia. El primer vol del prototip va ser el 1997. Caça de dos seients multifuncional amb una cua horitzontal davantera i un motor amb un vector d'empenta desviable amb un motor AL-31FP, amb aviònica produïda en el marc de la cooperació internacional Rússia, França, Israel, Índia, amb un nou radar N011M amb una fase passiva. Antena de matriu (PESA) i una gamma ampliada d'armes de classes i aire-superfície i aire-aire.[27]
  - Su-30MKK: Versió del Su-30MK per a la Xina. Un caça de dos seients amb capacitats ampliades per operar contra objectius terrestres, el radar N001M s'ha actualitzat al radar N001VE. Motors - AL-31F. Primer vol va ser en 1999.[28]Un Su-30MKK

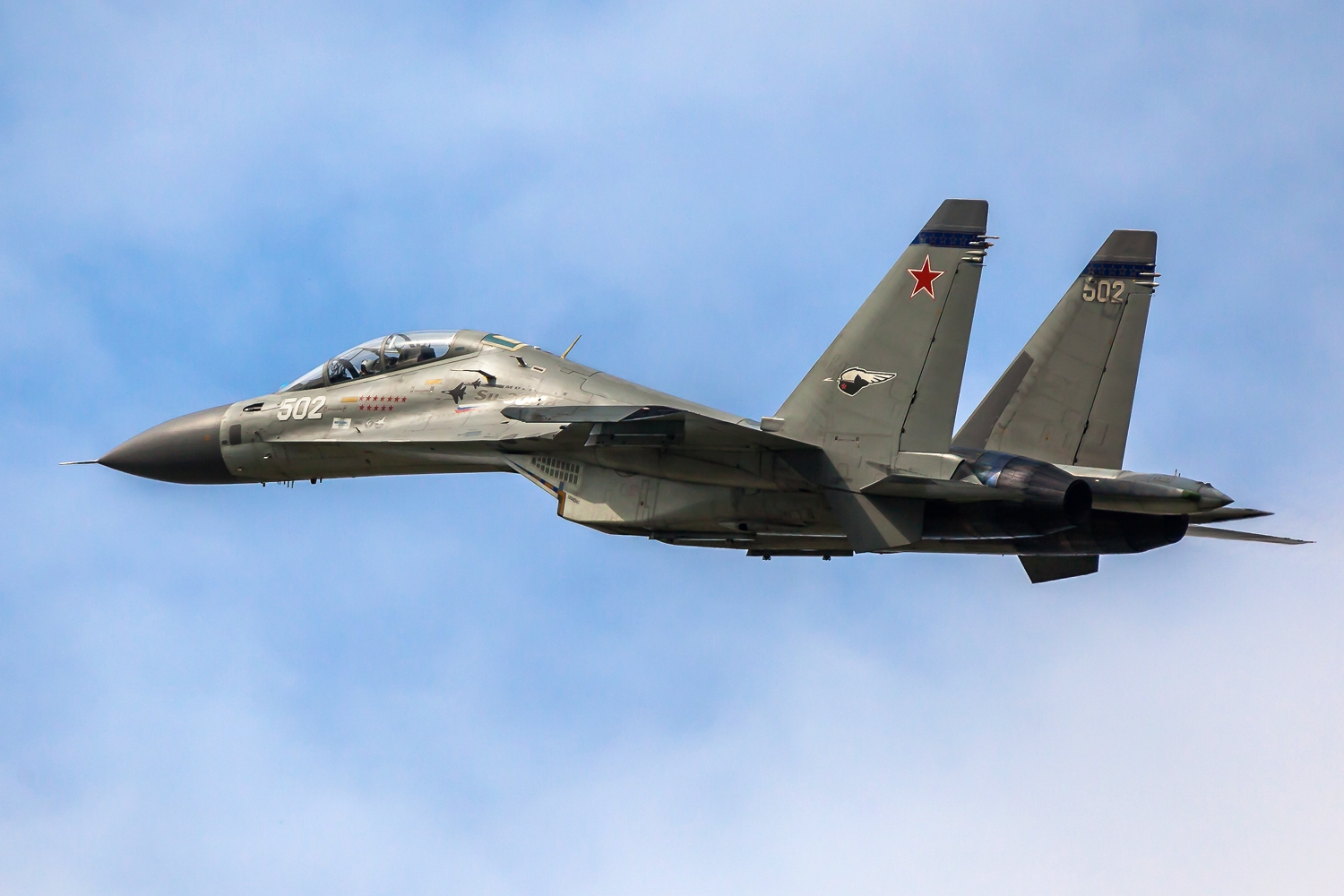
Un Su-30MKK

  - Su-30MKM: Versió del Su-30MKI per a Malàisia. Amb un radar N011M.[29]
  - Su-30MK2: Una versió millorada del Su-30MK. Primer volva ser en 2002, motors - AL-31F. Radar N001, contenidor REP. El preu d'exportació és d'uns 50 milions de dòlars.[30]
    - Su-30M2: Versió del Su-30MK2 destinada a la Força Aèria Russa. El 2010, es van completar les proves de vol de fàbrica del primer Su-30M2 de producció.[31]

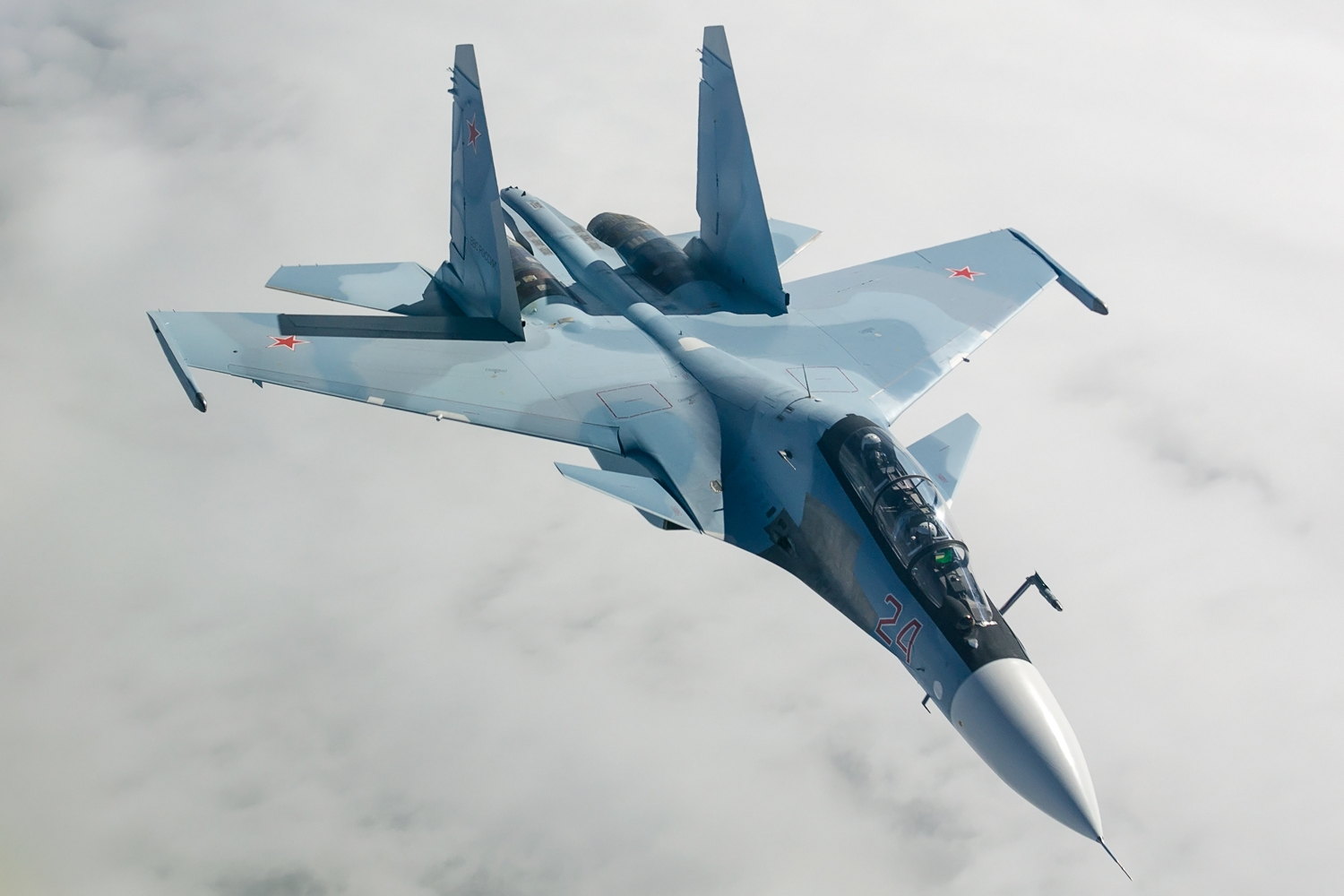
Un Su-30SM

    - Un Su-30SMSu-30MK2V: Versió del Su-30MK2 per a Vietnam.[32]
    - Su-30MK2V: Versió del Su-30MK2 per a Veneçuela.[33]

  - Su-30SM: Un Su-30MK per a la Força Aèria Russa. Motors AL-31FP amb control vectorial d'empenta. Primer vol el 21 de setembre de 2012.[34]
    - Su-30SME: Versió d'exportació del Su-30SM.[35]
    - Su-30SMD: Versió modificada del Su-30SM. Es va dur a terme una substitució completa d'importació, la proporció de components russos va augmentar del 97% al 100%.[36]
    - Su-30SM2: Modificació del Su-30SM per a la Força Aèria Russa. Es van instal·lar nous motors AL-41F1S del Su-35S amb control vectorial d'empenta. S'ha instal·lat un radar modernitzat i part de l'aviònica s'ha unificat amb l'aviònica de l'avió Su-35S. S'ha ampliat la gamma d'armes utilitzades. Primer vol febrer 2021.[37]

## En servei
- Països on tenen en operatiu el Sukhoi Su-30Algèria: Força Aèria Algeriana: 44 unitats. Su-30MKA a partir del 2019.[38]

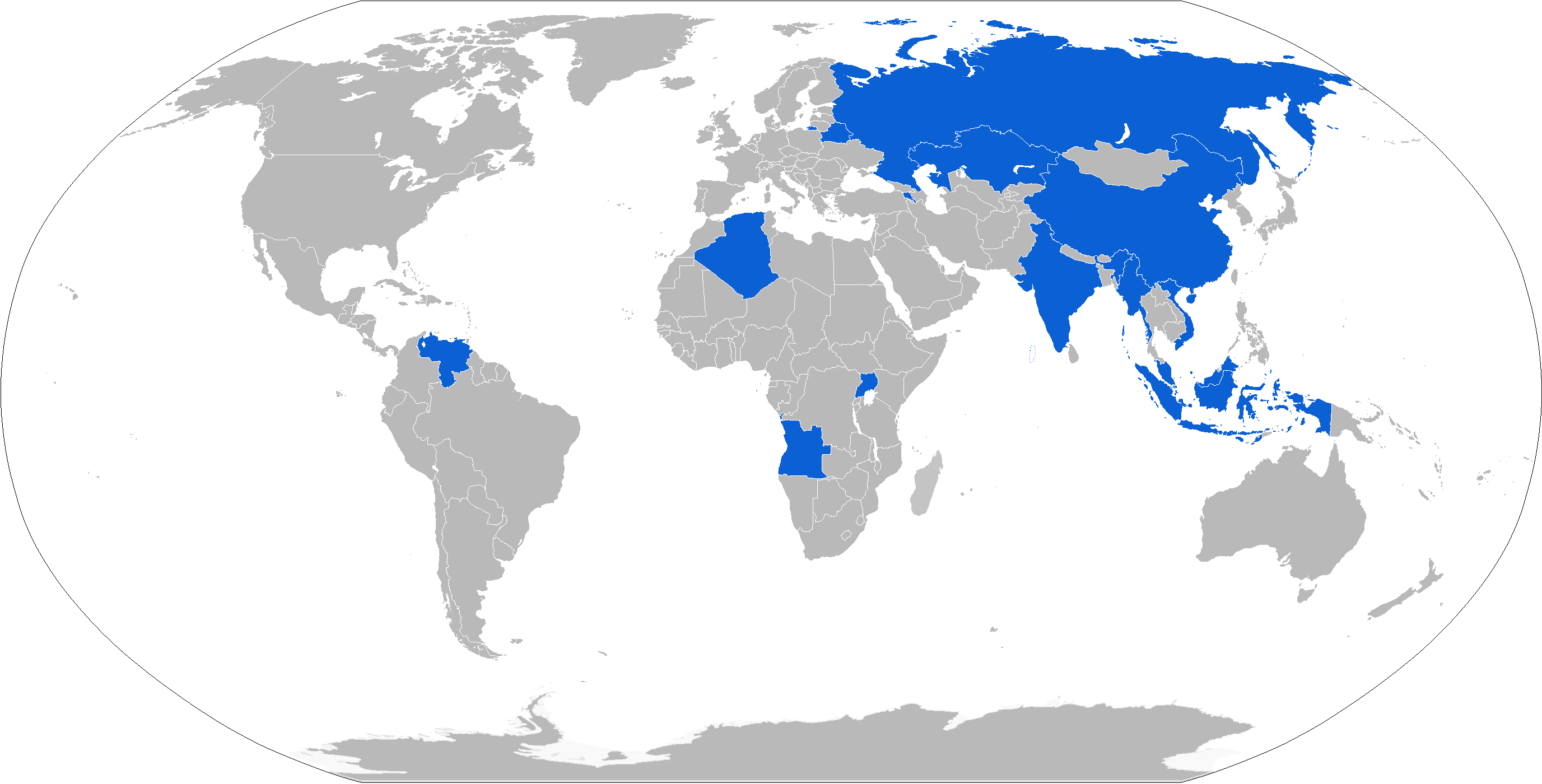
Països on tenen en operatiu el Sukhoi Su-30

- Angola: 2 unitats. Su-30K per al 2018, en total, segons el primer contracte, es van demanar 12 avions Su-30K, que abans estaven en servei amb la Força Aèria Índia. Després de noves negociacions, es va adjudicar un contracte per a la compra dels 6 avions exindis restants.[39]

- Armènia: Força Aèria d'Armènia: 4 unitats. Su-30SM per al 2019. Es preveu l'entrega de 8 unitats més. Su-30SM.[40]
- Bielorússia: Força Aèria de Belarús: 4 unitats. Su-30SM per al 2019, 12 ordenats.
- Veneçuela: Força Aèria Veneçolana: 23 unitats. Su-30MK2 a partir del 2019.
- Vietnam: Força Aèria Vietnamita: 35 unitats. Su-30MK2 a partir del 2019  . El 2013, es va signar un contracte per al subministrament de 12 Su-30MK2 per 600 milions de dòlars.[41]
- Índia: Força Aèria de l'Índia: 242 Su-30MKI per al 2019.[42]
- Indonèsia: Força Aèria Indonèsia: 2 unitats. Su-30MK i 9 unitats. Su-30MK2 a partir del 2019.[43]
- Kazakhstan: NWO del Kazakhstan  -19 unitats. Su-30SM per al 2021  . Es van demanar un total de 40 avions en virtut de quatre contractes.[44]
- República Popular de la Xina: Força aèria xinesa: 73 unitats. Su-30MKK i 24 unitats. Su-30MK2, a partir del 2019.
- Malàisia: Força Aèria de Malàisia: 18 unitats. Su-30MKM per al 2019  , a partir del 2019.[45]
- Rússia: Força Aèria Russa: 91 unitats. Su-30SM, 20 unitats Su-30M2 i 4 Su-30SM2 per al 2020. A finals de 2023 es va realitzar un nou lliurament.[46] Aviació de la Nvaval Russa 22 unitats. Su-30SM per al 2020.[47]
- Uganda: Força Aèria d'Uganda 6 unitats. Su-30MK2 per al 2017, alguns dels quals es van lliurar el juliol de 2011, una altra part es va lliurar l'octubre de 2011.[48]

## Característiques

Planol del Sukhoi Su-30

### Especificacions
- Tripulació: 2 persones

- Alçada: 6,36 m
- Envergadura: 14,7 m
- Pes:
  - buit: 17.700 Kg
  - Pes brut: 24.900 Kg
  - Pes màxim en l'enlairament: 38.800 Kg
  - Combustible: 9.640 kg
- Motor: 2 × motor turboventilador " AL-31F " (AL-31FP al Su-30SM, AL-41F1 al Su-30SM2)
  - Empenyiment: 
    - màxim sense cremar : 2 x 7770 kgf
    - postcremador: 2 x 12500 kgf
- Sobrecarrega: +9 G

### Rendimient
- Velocitat màxima: 2.120 km a gran altitud.
- Velocitat màxima: March 2
- Durada del vol: 3,5 hores (sense repostar)

### Armament
- Canó: metralladora de 30 mm GSh-30-1
- Armament suspés:
  - 6 AAM mig abast R-77, R-27R, R-27ER, R-27ET, amb TGS i 6 missils de curt abast R-73
  - 6 ASM Kh-29, Kh-59
  - 1 Míssil antivaixell Kh-31
  - Bombes de caiguda lliure de 500 kg fins a 8 unitats o 250 Kg fins a 25 unitats
  - Contenidors de coet S-8, S-13 fins a 7 unitats